# Jean-Pierre Augereau
Pour les articles homonymes, voir Augereau.
Jean-Pierre Augereau, né le 27 septembre 1772 à Paris et mort le 25 septembre 1836 dans cette même ville, est un général français de la Révolution et de l'Empire.

## Biographie

### De l'Ancien Régime au Consulat
Frère du maréchal Pierre Augereau, Jean-Pierre Augereau se porte volontaire au 8e bataillon de volontaires de Paris le 6 septembre 1792. Caporal, sergent et sous-lieutenant à l'élection les 26 novembre, 11 décembre et 24 décembre suivant, il sert à l'armée du Nord en 1792 et 1793, avant de passer le 20 nivôse an II comme simple cavalier dans le 23e régiment de chasseurs à cheval, qui fait alors partie de l'armée des Pyrénées-Orientales. Il reste dans cette unité jusqu'en l'an III.
Sous-lieutenant aide de camp de son frère le 20 brumaire an IV, il le suit à l'armée d'Italie et devient lieutenant et capitaine les 14 ventôse et 20 ventôse an V. Le 5 messidor an VI, il passe avec les mêmes fonctions auprès du général Guillaume Brune, commandant en chef de l'armée d'Helvétie. Chef d'escadron le 26 thermidor an VII, et attaché au 9e régiment de dragons, il conserve néanmoins son emploi auprès du général Brune, qui venait d'être appelé au commandement de l'armée française dans la Hollande-Septentrionale.
Chef de brigade provisoire le 3e jour complémentaire an VII, et confirmé par le Directoire le 27 vendémiaire an VIII, il reprend le 9 ventôse suivant ses fonctions d'aide de camp de son frère — nommé général en chef de l'armée gallo-batave —, et obtient le 7 floréal an X le brevet d'adjudant-commandant. Employé dans la 24e division militaire le 30 frimaire an XI, au camp de Bayonne le 11 fructidor suivant et au camp de Brest le 17 nivôse an XII, il devient général de brigade le 8 mai 1804, et le 14 juin suivant commandeur de la Légion d'honneur.

### Général de l'Empire
Attaché le 14 brumaire an XIV au 7e corps de la Grande Armée, il y demeure jusqu'à la fin de 1807. Il reçoit ensuite, le 17 mars 1808, l'ordre de se rendre au 7e corps de l'armée d'Espagne. Le maréchal Lannes le cite honorablement dans son rapport sur la bataille de Tudela (23 novembre 1808). Passé le 30 juin 1809 au corps d'armée de Catalogne, il se signale à la bataille de Vich le 20 février 1810, où il remplace le général Joseph Souham, grièvement blessé au commencement de l'action, dans le commandement d'une division d'infanterie. Au combat d'Hostalric du 4 mai suivant, il fait plusieurs prisonniers et s'empare de deux bouches à feu. C'est à cette époque que Napoléon le crée baron de l'Empire le 13 août 1811.
Appelé le 13 mai 1812 au commandement d'une brigade de la 1re division d'infanterie de la Grande Armée (corps de réserve), il fait la campagne de Russie. Le 10 novembre, il se dirige de Smolensk sur Kalouga lorsqu'il tombe au milieu d'un corps russe et est fait prisonnier avec sa brigade. L'Empereur, irrité de cet échec, le suspend de ses fonctions et ajourne la décision à intervenir au moment où il pourrait être entendu. Les événements politiques et militaires qui surviennent ne permettent pas de donner suite à cette affaire.

### Fin de carrière
Rentré en France après l'abdication de Napoléon Ier, et mis au traitement de non-activité, il reçoit la croix de Saint-Louis le 24 août 1814 et devient lieutenant-général honoraire le 27 janvier 1815. Pendant les Cent-Jours, l'Empereur semble ne plus se souvenir de sa capture en Russie et l'emploie comme général de brigade au corps d'observation du Var le 12 juin. Le gouvernement provisoire le nomme lieutenant-général le 1er juillet 1815, grade que Louis XVIII lui conserve. Mis à la retraite le 1er décembre 1824, il est compris le 7 février 1831, dans le cadre de réserve de l'état-major général de l'armée.
Le général Jean-Pierre Augereau meurt à Paris le 25 septembre 1836. Il repose au cimetière du Père-Lachaise (40e division) auprès de son ami le général Louis Lemoine (1764-1842), également lieutenant-général des armées françaises. Il n'a pas hérité de la pairie du duc de Castiglione, son frère, laquelle s'est éteinte en la personne du maréchal.
Selon l'historien John R. Elting, le maréchal Augereau « avait beaucoup d'affection pour [son] jeune frère, qui ne se distinguait que par sa grande affabilité et son absolue incompétence ».

## Distinctions
- Chevalier de l'ordre royal et militaire de Saint-Louis
- Commandeur de la Légion d'honneur (1804)[2]

## Armoiries
| Figure | Blasonnement |
|        | Armes du baron Augereau et de l'Empire D'azur à un lion rampant d'or ; au franc-quartier des Barons militaires., |